# Badminton 1921
Höhepunkte des Badmintonjahres 1921 waren die All England, die Irish Open und die Scottish Open.
==Internationale Veranstaltungen ==
| Veranstaltung | Herreneinzel       | Dameneinzel            | Herrendoppel                   | Damendoppel                         | Mixed                                     |
| ------------- | ------------------ | ---------------------- | ------------------------------ | ----------------------------------- | ----------------------------------------- |
| All England   | George Alan Thomas | Kitty McKane           | George Alan Thomas Frank Hodge | Margaret McKane Stocks Kitty McKane | George Alan Thomas Hazel Hogarth          |
| Irish Open    | George Alan Thomas | -                      | Frank Devlin Robert Plews      | Hazel Hogarth E. F. Stewart         | George Alan Thomas Hazel Hogarth          |
| Scottish Open | George Alan Thomas | Lavinia Clara Radeglia | R. A. J. Goff Frank Devlin     | Eveline Peterson D. M. Aitken       | George Alan Thomas Lavinia Clara Radeglia |

## Terminkalender
| Veranstaltung                        | Ort     | Datum                   |
| ------------------------------------ | ------- | ----------------------- |
| Scottish Open & Closed Championships | Glasgow | Januar 1921             |
| All England                          | London  | 2. bis zum 6. März 1921 |
| Hampshire Championships              |         | 1921                    |
| Irische Meisterschaft                |         | 1921                    |
| Irish Open                           | Bray    | 1921                    |
| London Championships                 |         | 1921                    |
| London League                        |         | 1921                    |
| Middlesex Championships              |         | 1921                    |
| North London Championships           |         | 1921                    |
| Northern Championships               |         | 1921                    |
| South of England Championships       |         | 1921                    |
| Surrey Championships                 |         | 1921                    |
| West Hants Championships             |         | 1921                    |